# Rechtspersonen Samenwerkingsverbanden Informatie Nummer
Het Rechtspersonen Samenwerkingsverbanden Informatie Nummer (RSIN) is een registratienummer in Nederland. Het is de tegenhanger van het burgerservicenummer (BSN) voor niet-natuurlijke personen (rechtpersonen zoals vennootschappen, verenigingen en stichtingen). 
Alle rechtspersonen en samenwerkingsverbanden krijgen bij inschrijving bij de Kamer van Koophandel naast een KvK-nummer ook een Rechtspersonen en Samenwerkingsverbanden Informatienummer (RSIN). 
Het RSIN wordt gebruikt om gegevens te koppelen tussen verschillende basisregistraties, zoals het kadaster en de gemeentelijke basisadministratie persoonsgegevens. 
Met het RSIN bepaalt de belastingdienst het btw-nummer en eventuele andere nummers, zoals een loonheffingennummer.